# Island Guizzo
Island Guizzo (Volpago del Montello, 1915 – Roma, 1987) è stato un pittore italiano.
Giovanni Comisso lo definì il pittore della città di Treviso per ispirazione e per inno corale, completò regolari studi nella terra natale ed iniziò la sua preparazione artistica nel vicino capoluogo della Marca Trevigiana e Venezia. Meditando sulle opere pittoriche dei maggiori Maestri veneti del Cinquecento e, sulle orme del collega Nino Springolo, ci cantava le soavi solitudini del paesaggio montelliano (Montello colle).
Internato in un campo di concentramento, esperienza che lo condizionò nella sua prima produzione, dopo la liberazione, Island riprese l’attività artistica, che divenne lo scopo della sua vita. Già nel 1952 lasciò la piccola provincia veneta, che gli sembrava circoscritta da ristretti orizzonti per Roma, la capitale, che in quegli anni conosceva lo splendore della Dolce Vita, del cinema neorealista, di una internazionalità che, dopo gli anni duri dell’adattamento artistico, lo portò ad essere parte integrante dei movimenti culturali di via Margutta e del Babuino.
L’amico Giorgio de Chirico, col quale strinse forti rapporti di amicizia, lo definì pittore di forte temperamento, uno dei ritrattisti più efficaci dell’epoca, conoscitore del disegno e dotato di una sensibilità non comune. Ottenne un posto d’onore nella critica artistica romana, una fama che lo portò ad essere protagonista di un periodo che fece epoca con la produzione di centinaia di opere. Ritrattista di personaggi del mondo della cultura e dello spettacolo, da Aldo Fabrizi a Ornella Vanoni, protagonista di numerose esposizioni e cinegiornali, nominato dalle maggiori riviste specializzate e coronato da prestigiosi premi, fra i quali il Marc'Aurelio, il massimo riconoscimento della città Eterna.
Durante i numerosi periodi artistici, però, non dimenticò mai la sua terra; talvolta lacerato dalla nostalgia, fu pendolare fra Roma, Treviso e il Montello, dove ebbe i primi contatti con l’arte del passato che esaltò la parte migliore della sua attività pittorica e la critica ufficiale. Anche nel capoluogo della Marca Island contribuì ad arricchire il fervore culturale senza precedenti fra gli anni ’50 e ’70 del secolo passato. Lo scultore Memi Gasparini fu per lui un valido compagno di battaglie artistiche e collega di numerose collettive, come lo furono tanti altri artisti ed intellettuali trevigiani, da Giuseppe Mazzotti a Giovanni Comisso col quale strinse una forte amicizia e un intenso rapporto epistolare. Non possiamo poi dimenticare le rivalità artistiche alcune mai placate, come quella con il conterraneo Ottorino Stefani, che lo definì pittore complesso, entusiasta ed imprevedibile, anch’esso cantore del paesaggio montelliano e del quale Island fu anche maestro. Artista globale quale era, collaborò anche con musicisti, le sue opere ispirarono il pianista Aldo Mantia.
Oggi le opere del Guizzo per la maggior parte sono conservate in collezioni private sparse in tutta Italia, ma anche in Canada e USA, oltre che al Museo di Roma a palazzo Braschi. Dipinse per luoghi pubblici fra i quali gli altari laterali della chiesa degli Oblati a Treviso, la chiesa parrocchiale di Volpago e della frazione di Belvedere. Island morì a Roma nel 1987, ma per sua volontà fu seppellito nel cimitero di Volpago del Montello.